# Jan Dolinowski
Jan Dolinowski (ur. 15 maja 1814 w Hańsk, zm. 10 stycznia 1875 tamże) – polski duchowny greckokatolicki, pszczelarz.
Był synem Szymona, proboszcza greckokatolickiego w Hańsku. Kształcił się kolejno u pijarów w Chełmie, w szkole wojewódzkiej w Lublinie, w szkole leśnictwa w Warszawie (1832). Ostatecznie za sprawą rodziny i ojca chrzestnego, biskupa Szumborskiego, wstąpił do seminarium duchownego w Chełmie. W 1836 otrzymał święcenia kapłańskie i skierowany został na probostwo w Cycowie. Od 1857 był proboszczem w rodzinnym Hańsku.
Jako proboszcz w Cycowie zajął się pszczelarstwem, w krótkim czasie rozbudowując miejscową pasiekę do kilkuset pni. Zapoznając się regularnie z aktualną literaturą pszczelarską, podjął udaną próbę przerobienia ula książkowego Hubera i skonstruował pierwszy polski ul ramowy. Zaprezentował go na wystawie rolniczej w Łowiczu w 1859. W kolejnych latach pracował nad udoskonaleniem tego ula, wspierany przez syna Szymona; dalsze prace, prowadzone m.in. przez Adama Mieczyńskiego, Gustawa Gebethnera, Ramoszyńskiego, dały efekt w postaci popularnego w Polsce ula Lewickiego.
Dolinowski zajmował się też popularyzacją zagadnień pszczelarskich. Był od 1853 wykładowcą w Instytucie Gospodarstwa Wiejskiego i Leśnictwa w podwarszawskim Marymoncie. Ogłosił: Chów pszczół w ścisłym połączeniu metody rojnej z miodną w stosowanym na ten cel urządzonym ulu (1854), Zasady pszczolnictwa, zastosowane do konstrukcji ula ramowego (1860).